# Paulo Lopes
Paulo Lopes é um município brasileiro do estado de Santa Catarina localizado na Região Metropolitana de Florianópolis. Sua população estimada em 2020 é de 7.569 habitantes.
Está a uma altitude de 2 metros e possui uma área de 450,372 km².

## Histórico
O fundador da cidade foi o imigrante açoriano coronel Paulo Lopes Falcão um coronel da força militar portuguesa que liderou a ocupação da região onde hoje se encontra o município se estabelecendo na região por volta de 1800 junto com mais imigrantes açorianos .Com a ajuda de um pequeno núcleo de índios carijós, que viviam no local e mais tarde com a ajuda de escravos africanos,  ele passou a cultivar milho e a produzir farinha de mandioca. Além de sua atuação na colonização, Paulo Lopes Falcão também foi cirurgião-chefe  de hospital e, mais tarde, chefe do  regimento de infantaria de linha da Ilha de Santa Catarina, após a invasão espanhola em 1777. Mais tarde, migrantes vindos de São Paulo se uniram ao pequeno núcleo populacional que havia surgido. Em 1890 foi criada a Freguesia de Paulo Lopes. Porém, durante muitos anos, a localidade foi chamada de Olaria, em função de suas inúmeras indústrias de fabricação de tijolos. Paulo Lopes conta com forte imigração açoriana, alemã, italiana e mais recentemente gaúchos e argentinos.
Em 8 de abril de 1890, o governador Lauro Severiano Müller criou a freguesia de Paulo Lopes e em 1892 instalou o primeiro cartório de paz. Apesar de ter sido registrado com este nome, por força da quantidade de olarias, a localidade foi chamada de Olaria por muitos anos.
  Com o tempo foi construída a estrada Palhoça-Laguna, que  ligou Paulo Lopes à capital do Estado, o que proporcionou maior desenvolvimento à região.  A partir dos anos 70, a mesma  ligação passou a  feita através da BR 101 que corta todo o município.
Município criado em 21 de dezembro de 1961, pela Lei n. 804, por desmembramento de Palhoça. Instalação do município em 30 de dezembro de 1961. Uma das praias do local é a famosa Praia da Guarda do Embaú.

## Comunicações

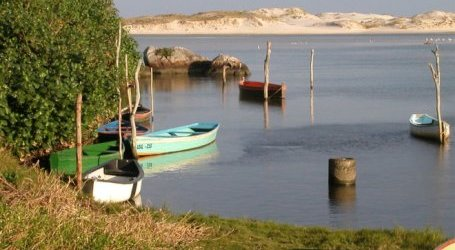
Praia da Guarda do Embaú

Possui uma rádio, a Rádio Paulo Lopes FM 98,3. E Possui um Jornal, o Jornal de Paulo Lopes , além de sites de internet.